# Tommot
Tommot (oroszul: Томмот) város Oroszország ázsiai részén, Jakutföldön, az Aldani járásban. 
Népessége: 8057 fő (a 2010. évi népszámláláskor).

## Elhelyezkedése
Jakutszktól 451 km-re délre, Aldan járási székhelytől 77 km-re, az Aldan-felföld északi részén helyezkedik el. Az Aldan (a Léna mellékfolyója) két partján épült, a torkolattól 1642 km-re. Vasútállomás az Amur–Jakutszk-vasútvonalon. Folyami kikötő, eddig tart a Léna hajózható szakasza. A városon át halad a délről kiinduló, Jakutszkba vezető „Léna” A360-as főút.

## Története
A várost a kikötő építésekor, hivatalosan 1925-ben alapították a bal parton. A túlsó parton akkor még az ott beömlő folyóval azonos nevű Ukulan falu állt. A kikötő biztosította az áruk továbbítását az Aldan település (akkori nevén Nyezametnij) mellett kibontakozó aranybányászat számára. 1941-ben a járásban, az Emeldzsak folyócska mentén nagy csillám-flogopit lelőhelyet fedeztek fel, kitermelésére a városban 1942-ben bányászati igazgatóság alakult. A világháború után a vidéken több csillámbányát nyitottak, az ország szükségletének nagyrészét ezekben termelték. Megépült a Nyeverből észak felé vezető közút, és Tommot a jakutföldi bányászat és teherszállítás egyik központja lett. 1962–1989 között a Léna menti földtani kutatóexpedíció bázisintézménye is a városban működött. 
A bányaigazgatóságot 1992-ben privatizálták, az így létrejött részvénytársaság 1999-ben csődbe ment, a csillámtermelés a járásban megszűnt.

## Közlekedés
A város területén egymás mellett külön közúti és vasúti híd épült; az előbbit 1987-ben, az utóbbit 2006-ban adták át. A Berkakitból észak felé kiinduló vasútvonalat 1985-ben kezdték építeni, a pálya 1997-ben ért el Tommotig. A vasútállomást és a személyforgalmat Nyerjungri felé 2004-ben nyitották meg. A vasút építése észak felé folytatódott, és 2019-ben nyarán Nyizsnyij Besztyah (Jakutszk) állomás átadásával, a személyforgalom megindításával befejeződött.